# Piotr Jegor
Piotr Andrzej Jegor (Zbrosławice, 13 de junho de 1968 – Knurów, 17 de março de 2020) foi um futebolista polonês que atuava como zagueiro.

## Carreira
Revelado pelo Górnik Knurów em 1985, destacou-se pelo Górnik Zabrze, onde teve 2 passagens (jogou 173 partidas e fez 13 gols na primeira passagem, e outras 6 na segunda, em 1996, totalizando 179 jogos). Vestiu ainda a camisa do Hapoel Haifa (Israel) em 14 jogos, também em 1995.
Defendeu também Stal Mielec, Odra Wodzisław, BKS Stal Bielsko-Biała, GKS Jastrzębie e LKS Bełk, onde se aposentou em 2003.

## Seleção Polonesa
Disputou 18 partidas pela Seleção Polonesa entre 1990 e 1997, tendo feito seu único gol pelos alvirrubros em fevereiro de 1997, contra a Letônia.

## Morte
Faleceu em 17 de março de 2020, aos 51 anos de idade.

## Títulos
Górnik Zabrze
- Supercopa da Polônia: 1 (1988)